# Cordal (instrumento musical)
El cordal es una pieza de algunos instrumentos de cuerda, que cuando la tienen es fundamental para su funcionamiento, como dispositivo de sujeción de las cuerdas. Consiste de una pieza (un solo cuerpo) cuyo tamaño y forma varía de acuerdo al tamaño general o particular del instrumento, la cantidad y material de las cuerdas (debido a la tensión que estas requieran), y al propio diseño original del instrumento.

## Instrumentos deMúsica culta
En los instrumento propios de la Música culta, el cordal tiene una típica forma de trapecio isósceles (vista frontal) y cóncavo, en madera dura (por ejemplo ébano) o plástico, tradicionalmente de algún color oscuro.
Su parte inferior —base más angosta— se ancla al cuerpo amarrándolo al "botón" del instrumento (situado sobre la faja y en el extremo opuesto donde se une el mástil) por medio de un "tirante" (cuerda o cable) que se enlaza al cordal por una ranura de éste; una mala regulación del tirante perjudicará gravemente el sonido y/o afinación del instrumento. En su parte superior tiene unas ranuras separadas entre sí y dispuestas equidistantes, en donde se atan las cuerdas directamente: las separaciones de dichas ranuras pueden llegar a determinar a su vez la distancia entre las ranuras del puente, cuya regulación es fundamental para facilitar una correcta ejecución del instrumento en cuestión.
El dispositivo completo "flota" sin tocar el cuerpo del instrumento, permitiendo que éste pueda resonar libremente.
Es en esta pieza donde pueden ubicarse microafinadores, y su presencia o ausencia depende de las preferencias del dueño del instrumento, ya que pueden cambiar ciertas sutilezas en su sonoridad.

## Respecto alPuente
En la guitarra, el charango y el laúd, pierde su independencia formando una unidad con el puente.